# 慶命
慶命（きょうめい）は、平安時代中期の僧侶。第14代法性寺座主、第27代天台座主。

## 略歴
藤原北家真夏流・藤原孝友の子。延暦寺静慮院の遍救より受戒。同寺塔頭の無動寺に入室。
長保5年（1003年）尊叡より権律師の位を譲られる。この時の逸話として『今昔物語集』は、高僧の誉れ高かった尊叡より「必ず此の山の仏法の棟梁と可成」と人相を称えられ、慶命が内覧左大臣・藤原道長と親しかったこともあり、かねてより隠棲の志のあった尊叡より譲られたと説明している。寛弘7年（1010年）には権少僧都となる。寛弘9年（1012年）藤原道長の子・顕信が無動寺を訪れて俄かに出家すると、その日のうちに道長邸を尋ねてその事を報じる。その後、延暦寺で授戒の際には戒師を務めた。同年、法性寺座主に就任、また同寺東北院の別当を兼ねた。長和3年（1014年）権大僧都に進む。同年、道長が大僧都慶円の天台座主就任に難色を示した際には、慶円と道長の間を周旋している。長和4年（1015年）土御門殿で催された道長の五十賀の法会では急病となった定澄に代わって講師を務め、また法性寺で行われた法会でも同様に講師を務めている。寛仁3年（1019年）道長出家の際には定基とともに剃髪を担う。
治安3年（1023年）摂津国内の荘民が左衛門尉宮道式光の馬を射てしまうという事件が起きると、その宥免を訴えて認められている。同年、権僧正に就任。万寿3年（1026年）太皇太后藤原彰子落飾に際しては心誉とともに唄師を務める。万寿5年（1028年）天台座主に就任し、世に「無動寺座主」と称される。また同年、僧正に転じる。長元2年（1029年）覚空より両部伝法灌頂を受ける。長元3年（1030年）法成寺東北院落成供養では導師を務める。長元4年（1031年）『小記目録』によれば山門僧の円意と合戦があったという。同年大僧正に上ったが、長元6年（1033年）には辞している。一条朝以来断絶していた勧学会の復興に提唱し、随願寺での復興を実現している。長暦2年（1038年）9月7日、入滅。程なく後任の座主を巡って山門派と寺門派が激しく争い、僧徒らが京中にまで押し寄せる事態となっている。翌年、朝廷は山門派の教円を天台座主に任じた。